# ベロニカ・セペデ・ロイグ
ベロニカ・セペデ・ロイグ（Verónica Cepede Royg, 1992年1月21日 - ）は、パラグアイ・アスンシオン出身の女子プロテニス選手。これまでにWTAツアーでダブルス1勝を挙げている。自己最高ランキングはシングルス73位、ダブルス85位。身長163cm、体重62kg。右利き、バックハンド・ストロークは両手打ち。

## 来歴
5歳でテニスを始める。
4大大会では2012年全仏オープンで予選に挑戦を始めるがなかなか突破することが出来ず初出場は3年後の2015年全仏オープンであった。
2016年2月のリオデジャネイロ大会でマリア・イリゴエンと組んだダブルスで優勝しWTAツアー初優勝を果たした。
2017年全仏オープンでは1回戦でルーシー・サファロバ、2回戦で第16シードのアナスタシア・パブリュチェンコワ、3回戦でマリアナ・ドゥケ・マリノを破り4回戦に進出した。4回戦では第2シードのカロリナ・プリスコバに 6–2, 3–6, 4–6 で敗れベスト8進出はならなかった。これは2000年全仏オープンで4回戦に進出したロザンナ・デ・ロス・リオスと並ぶパラグアイ人女性による4大大会シングルスの最高成績である。
セペデ・ロイグはロンドン五輪とリオデジャネイロ五輪の2大会でオリンピックに出場している。ロンドンでは1回戦でアメリカのヴァルヴァラ・レプチェンコに 5-7, 7-6(6), 2-6 で、リオでは1回戦でルーマニアのモニカ・ニクレスクに 2-6, 3-6 で敗れ初戦で敗退している。

## WTAツアー決勝進出結果

### ダブルス: 3回 (1勝2敗)
| 大会グレード                  |
| ----------------------------- |
| グランドスラム (0–0)          |
| WTAファイナルズ (0–0)         |
| プレミア・マンダトリー (0–0)  |
| プレミア5 (0-0)               |
| WTAエリート・トロフィー (0-0) |
| プレミア (0–0)                |
| インターナショナル (1–2)      |

| 結果   | No. | 決勝日        | 大会             | サーフェス | パートナー               | 対戦相手                                            | スコア      |
| ------ | --- | ------------- | ---------------- | ---------- | ------------------------ | --------------------------------------------------- | ----------- |
| 優勝   | 1.  | 2016年2月20日 | リオデジャネイロ | クレー     | マリア・イリゴエン       | タラ・ムーア コニー・ペラン                         | 6–1, 7–6(5) |
| 準優勝 | 1.  | 2017年3月4日  | アカプルコ       | ハード     | マリアナ・ドゥケ・マリノ | ダリア・ユラク アナスタシア・ロディオノワ           | 3–6, 2–6    |
| 準優勝 | 2.  | 2017年4月15日 | ボゴタ           | クレー     | マグダ・リネッテ         | ベアトリス・ハッダッド・マイア ナディア・ポドロスカ | 3–6, 6–7(4) |

## 4大大会シングルス成績
略語の説明
| W | F | SF | QF | #R | RR | Q# | LQ | A | Z# | PO | G | S | B | NMS | P | NH |

W=優勝, F=準優勝, SF=ベスト4, QF=ベスト8, #R=#回戦敗退, RR=ラウンドロビン敗退, Q#=予選#回戦敗退, LQ=予選敗退, A=大会不参加, Z#=デビスカップ/BJKカップ地域ゾーン, PO=デビスカップ/BJKカッププレーオフ, G=オリンピック金メダル, S=オリンピック銀メダル, B=オリンピック銅メダル, NMS=マスターズシリーズから降格, P=開催延期, NH=開催なし.
| 大会           | 2012 | 2013 | 2014 | 2015 | 2016 | 2017 | 2018 | 通算成績 |
| -------------- | ---- | ---- | ---- | ---- | ---- | ---- | ---- | -------- |
| 全豪オープン   | A    | A    | A    | LQ   | LQ   | A    | 1R   | 0–1      |
| 全仏オープン   | LQ   | LQ   | LQ   | 1R   | 2R   | 4R   |      | 4–3      |
| ウィンブルドン | LQ   | LQ   | LQ   | LQ   | LQ   | 1R   |      | 0–1      |
| 全米オープン   | LQ   | LQ   | LQ   | LQ   | LQ   | 1R   |      | 0–1      |